# George Burpee Jones
Pour les articles homonymes, voir George Jones (homonymie) et Jones.
George Burpee Jones (1866-1950) est un marchand et un homme politique canadien du Nouveau-Brunswick.

## Biographie
George Burpee Jones est né le 9 janvier 1866 à Belleisle, au Nouveau-Brunswick. Marchand de profession, il s'intéresse à la politique et est élu député provincial du Comté de Kings le 3 mars 1908 et est constamment réélu jusqu'en 1921.
Conservateur, il se présente aux élections fédérales de 1921 et est élu député de la circonscription de Royal le 6 décembre 1921. Il est ensuite réélu aux élections de 1925, 1926, 1930 et 1932. Durant cette période, il sera ministre du travail du 13 juillet au 24 septembre 1926 dans le cabinet Meighen.
Sur avis de Richard Bedford Bennett, George Burpee Jones est nommé sénateur le 20 juillet 1935 et le reste jusqu'à sa mort, le 27 avril 1950.